# Долысское
Долысское или Усть-Долысское — озеро в Усть-Долысской волости Невельского района Псковской области.
Площадь — 2,8 км² (284 га, с островами — 2,94 км²). Максимальная глубина — 7,0 м, средняя глубина — 4,0 м.
На берегу озера расположена деревня Усть-Долыссы.
Проточное. Относится к бассейну реки Западная Двина, в частности, реки Уща (притока Дриссы). На юго-западе вытекает река Рущера, в устье которой расположена деревня Усть-Долыссы.
Тип озера — лещово-судачий. Массовые виды рыб: щука, окунь, плотва, лещ, красноперка, елец, голавль, судак, язь, густера, пескарь, щиповка, уклея, линь, голец, налим, вьюн, карась; широкопалый рак.
Для озера характерны: в литорали — песок, камни, галька, заиленный песок, в центре — ил, камни, заиленный песок.